# Alataspora caproi
Alataspora caproi is een microscopische parasiet uit de familie Alatasporidae. Alataspora caproi werd in 1984 beschreven door Gaevskaya & Kovaljova. 